# فولكان آكيلدز
فولكان آكيلدز (بالألمانية: Volkan Akyıldız)‏ هو لاعب كرة قدم نمساوي، ولد في 23 فبراير 1995 في هوونامس في النمسا. لعب مع نادي رايندورف آلتاخ.

## وصلات خارجية
- فولكان آكيلدز على موقع اتحاد تركيا (لاعب) (الإنجليزية)
- فولكان آكيلدز على موقع قاعدة بيانات كرة القدم.إي يو (الإنجليزية)
- فولكان آكيلدز على موقع Soccerway.com (الإنجليزية)
- فولكان آكيلدز على موقع عالم كرة القدم.نت (الإنجليزية)